# ستيتون
ستيتون (بالإنجليزية: Stayton, Oregon)‏ هي مدينة تقع في مقاطعة ماريون، أوريغون بولاية أوريغون في الولايات المتحدة. تبلغ مساحة هذه المدينة 7.41 (كم²)، وترتفع عن سطح البحر 137.8 م، بلغ عدد سكانها 7644 نسمة في عام 2010 حسب إحصاء مكتب تعداد الولايات المتحدة.

## التركيبة السكانية
قام مكتب تعداد الولايات المتحدة بتحديد بيانات التركيبة السكانية لستيتونفي تعداد الولايات المتحدة. في ما يلي، التركيبة السكانية حسب تعدادي 2000 و2010.

### تعداد عام 2000
بلغ عدد سكان ستيتون 6,816 نسمة بحسب تعداد عام 2000، وبلغ عدد الأسر 2,519 أسرة وعدد العائلات 1,851 عائلة مقيمة في المدينة. في حين سجلت الكثافة السكانية 2,525.3 نسمة لكل ميل مربع (975.0/كم2). وبلغ عدد الوحدات السكنية 2,654 وحدة بمتوسط كثافة قدره 983.3 نسمة لكل ميل مربع (379.7/كم2).
وتوزع التركيب العرقي للمدينة بنسبة 90.95% من البيض و 1.50% من الأمريكيين الأصليين و 0.62% من الأمريكيين ذوي الأصول الآسيوية و 0.07% من سكان جزر المحيط الهادئ و 0.13% من الأمريكيين الأفارقة و 3.84% من الأعراق الأخرى و 2.89% من عرقين مختلطين أو أكثر.
بلغ عدد الأسر 2,519 أسرة كانت نسبة 41.0% منها لديها أطفال تحت سن الثامنة عشر تعيش معهم، وبلغت نسبة الأزواج القاطنين مع بعضهم البعض 53.4% من أصل المجموع الكلي للأسر، ونسبة 14.9% من الأسر كان لديها معيلات من الإناث دون وجود شريك، وكانت نسبة 26.5% من غير العائلات. وبلغ متوسط حجم الأسرة المعيشية 3.14، أما متوسط حجم العائلات فبلغ 2.70.
وكانت نسبة 30.9% من القاطنين تحت سن الثامنة عشر، وكانت نسبة 10.0% بين الثامنة عشر والأربعة وعشرون عاماً، ونسبة 27.7% كانت واقعةً في الفئة العمرية ما بين الخامسة والعشرون حتى والأربعة وأربعون عاماً، ونسبة 19.2% كانت ما بين الخامسة والأربعون حتى الرابعة والستون، يوجد لكل 100 أنثى 92.3 ذكر، ويوجد لكل 100 أنثى في الثامنة عشر من عمرها فما فوق 88.8 ذكر.
بلغ متوسط دخل الأسرة في المدينة 34,004 دولار، أما متوسط دخل العائلة فبلغ 41,389 دولار. وكان متوسط دخل الذكور 32,437 دولار مقابل 24,067 دولار للإناث. وسجل دخل الفرد الخاص بالمدينة 15,740 دولار. وكانت نسبة 11.5% من العائلات ونسبة 14.2% من السكان تحت خط الفقر، وكان من هؤلاء نسبة 18.6% تحت سن الثامنة عشر ونسبة 5.6% في الخامسة والستين من العمر وما فوق.

### تعداد عام 2010
بلغ عدد سكان ستيتون 7,644 نسمة بحسب تعداد عام 2010، وبلغ عدد الأسر 2,882 أسرة وعدد العائلات 2,031 عائلة مقيمة في المدينة. في حين سجلت الكثافة السكانية 2,691.5 نسمة لكل ميل مربع (1,039.2/كم2). وبلغ عدد الوحدات السكنية 3,049 وحدة بمتوسط كثافة قدره 1,073.6 لكل ميل مربع (414.5/كم2).
وتوزع التركيب العرقي للمدينة بنسبة 87.7% من البيض و 1.4% من الأمريكيين الأصليين و 0.7% من الأمريكيين ذوي الأصول الآسيوية و 0.2% من سكان جزر المحيط الهادئ و 0.5% من الأمريكيين الأفارقة و 3.6% من عرقين مختلطين أو أكثر.
بلغ عدد الأسر 2,882 أسرة كانت نسبة 38.1% منها لديها أطفال تحت سن الثامنة عشر تعيش معهم، وبلغت نسبة الأزواج القاطنين مع بعضهم البعض 50.3% من أصل المجموع الكلي للأسر، ونسبة 14.9% من الأسر كان لديها معيلات من الإناث دون وجود شريك، بينما كانت نسبة 5.3% من الأسر لديها معيلون من الذكور دون وجود شريكة وكانت نسبة 29.5% من غير العائلات. تألفت نسبة 24.6% من أصل جميع الأسر من أفراد ونسبة 10.8% كانوا يعيش معهم شخص وحيد يبلغ من العمر 65 عاماً فما فوق. وبلغ متوسط حجم الأسرة المعيشية 3.15، أما متوسط حجم العائلات فبلغ 2.65.
بلغ العمر الوسطي للسكان 35 عاماً. وكانت نسبة 27.8% من القاطنين تحت سن الثامنة عشر، وكانت نسبة 9% بين الثامنة عشر والأربعة وعشرون عاماً، ونسبة 25.3% كانت واقعةً في الفئة العمرية ما بين الخامسة والعشرون حتى والأربعة وأربعون عاماً، ونسبة 24.9% كانت ما بين الخامسة والأربعون حتى الرابعة والستون، ونسبة 12.9% كانت ضمن فئة الخامسة والستون عاماً فما فوق. وتوزع التركيب الجنسي للسكان بنسبة 48.3% ذكور و51.7% إناث.

## وصلات خارجية
- www.staytonoregon.gov
- The US50 - Cities and Towns in Oregon State